# Borden Ladner Gervais
Pour les articles homonymes, voir BLG.
 (août 2018).
Si vous disposez d'ouvrages ou d'articles de référence ou si vous connaissez des sites web de qualité traitant du thème abordé ici, merci de compléter l'article en donnant les références utiles à sa vérifiabilité et en les liant à la section « Notes et références ».
Borden Ladner Gervais s.e.n.c.r.l., s.r.l. (BLG), dont les origines remontent à la fondation du cabinet McMaster Gervais en 1823, est l’un des grands cabinets juridiques multiservices du Canada. Régi par un conseil d’associés, il compte plus de 900 avocats, agents de propriété intellectuelle et autres professionnels en poste à Montréal, Toronto, Vancouver, Ottawa et Calgary. Sean Weir a été le premier associé directeur national de BLG. Il a été remplacé par John Murphy du bureau de Montréal en 2018.
BLG est réputé pour son expertise juridique dans les domaines du litige, du droit des sociétés, des fusions et acquisitions, du commerce international, de l’énergie, de l’environnement, du travail et de l’emploi, des soins de santé, du transport, de l’infrastructure, de la construction et de l’approvisionnement. Chambers Global a salué son excellence dans 16 domaines de pratique en 2024, et Canadian Legal Lexpert® Directory l’a reconnu comme cabinet de premier plan en plus de décerner à 238 de ses avocats la mention de chefs de file.
Deux anciens juges de la Cour suprême du Canada sont actuellement membres de BLG : Thomas Cromwell, qui a rédigé les motifs de la décision phare Bhasin c. Hrynew sur l’obligation d’agir de bonne foi en common law, s’est joint au cabinet en 2017, et Louise Arbour est juriste en résidence au cabinet depuis 2014,,. Jacques R. Fournier, ancien juge en chef de la Cour supérieure du Québec, fait partie du groupe Litiges de BLG depuis 2023 et l’ancienne juge albertaine Marina Paperny est avocate-conseil principale au cabinet depuis 2024.
Parmi les anciens membres de BLG, on compte deux premiers ministres, un procureur général, des juges de cour d’appel, des doyens de facultés de droit, un ambassadeur aux États-Unis et des administrateurs de sociétés nationales. Le cabinet a représenté un grand nombre de sociétés canadiennes de premier ordre, dont la Compagnie de la Baie d’Hudson, le Chemin de fer Canadien Pacifique, la Banque de Montréal, Prudential Life, Alcan, la Royal Trust Company, Bell Canada, General Electric, DuPont et la Dominion Textile. Il a aussi conseillé le prince de Galles.

## Histoire
Le 1er mars 2000, les cabinets juridiques McMaster Gervais de Montréal, Borden & Elliot de Toronto, Ladner Downs de Vancouver, Howard Mackie de Calgary, et Scott & Aylen d’Ottawa ont fusionné pour créer BLG.
En juillet 2002, BLG a ajouté à son expertise dans le domaine des valeurs mobilières en faisant l’acquisition du cabinet juridique de Calgary Armstrong Perkins Hudson LLP , à l’époque le principal cabinet juridique de l’Ouest canadien spécialisé dans ce domaine.
Armstrong & Associates, cabinet spécialisé en propriété intellectuelle de Waterloo, ainsi que Shortt Hanbridge Richardson & Welch se sont joints à BLG en 2003 et 2008, respectivement. Le bureau de Waterloo a toutefois fermé ses portes en 2014.

## Cabinets fondateurs
Le cabinet torontois Borden & Elliot a été fondé le 20 janvier 1936 par Henry Borden et Beverly Vallack Elliot. Henry a été nommé à la Commission des approvisionnements de guerre à Ottawa au début de la Deuxième Guerre mondiale et, en 1942, il est devenu président de la Commission de contrôle des industries en temps de guerre. Le cabinet a connu une croissance rapide et a changé de nom plusieurs fois au cours des 30 années suivantes, mais a finalement été renommé Borden & Elliot en 1973. Au moment de la fusion de 2000, Borden & Elliot, cabinet multiservice dont la pratique en litige était l’une des plus importantes au Canada, employait 668 personnes, dont plus de 230 professionnels du droit.
Le cabinet McMaster Gervais a été fondé en 1823 à Montréal par William Badgley, jeune avocat de 22 ans. Badgley a été nommé procureur général du Bas-Canada en 1847 et, en 1853, est devenu le premier doyen de la plus vieille faculté de droit du Canada, celle de l’Université McGill. Le premier associé de Badgley, John Abbott, a été élu premier ministre du Canada en 1891. Au moment de la création de BLG, McMaster Gervais employait 280 personnes, dont 110 professionnels du droit. McMaster Gervais était le résultat d’une fusion, en 1998, entre McMaster Meighen et Mackenzie Gervais.
Le cabinet Ladner Downs, de Vancouver, a été fondé en 1911. En 1909, Leon Ladner, à titre de président de la Vancouver Law Students Society, a proposé l’ouverture d’une première faculté de droit à Vancouver, ce qui s’est concrétisé 36 ans plus tard avec celle de l’Université de la Colombie-Britannique en 1945. En 1917, Ladner a siégé à la commission parlementaire qui a rédigé la première loi de l’impôt sur le revenu au Canada, la Loi de l’impôt de guerre sur le revenu. Son fils, Thomas Ladner, a participé à l’expansion de Ladner Downs, qui est devenu l’un des plus grands cabinets juridiques de la Colombie-Britannique. Au moment de la fusion, il employait 318 personnes, dont 110 professionnels du droit. Kim Campbell, première femme à occuper la fonction de première ministre au Canada, a exercé chez Ladner Downs.
Le cabinet entièrement bilingue Scott & Aylen a vu le jour à Ottawa en 1952. Au moment de la fusion, il employait 168 personnes, dont 62 avocats, agents de brevets et agents de marques de commerce. David W. Scott, le fils du cofondateur de Scott & Aylen Cuthbert Scott, a travaillé au bureau d’Ottawa jusqu’à son décès en 2019 et représentait la quatrième génération des Scott à exercer le droit dans la capitale. Il était aussi le premier non-Américain à avoir été élu président de l’American College of Trial Lawyers. L’autre cofondateur, John A. Aylen, c.r., a exercé au cabinet jusqu’à ses 89 ans et son fils, John G. Aylen, c.r., a récemment pris sa retraite de BLG à 86 ans. Le fils de John G. Aylen, David Aylen, est aussi avocat et il a exercé dans le domaine de la propriété intellectuelle chez Scott & Aylen pendant 15 ans avant de se joindre à un autre cabinet en 1998. Reconnu mondialement dans son domaine, il travaille maintenant en Russie.
Le cabinet de Calgary Howard Mackie a été fondé en 1888 par William L. Bernard, c.r., et était à l’époque l’un des plus importants de l’Ouest canadien. En 1993, sous la 

## Récompenses et distinctions
En 2024, BLG a été nommé l’un des meilleurs employeurs en matière de diversité au Canada pour la sixième année d’affilée, et cabinet cinq étoiles pour son travail pro bono pour la deuxième année de suite . Benchmark Litigation lui a remis le prix de cabinet de l’année en matière d’assurances, en plus d’honorer deux de ses avocats plaidants en arbitrage et en droit de la construction.
Dans le cadre de son engagement envers les facteurs ESG, BLG appuie une gamme d’initiatives, notamment en offrant des services pro bono, en lançant des campagnes de financement et en promouvant le bénévolat.

## Avocats notoires
- Louise Arbour
- Thomas Cromwell
- Jacques Fournier
- Douglas Mitchell

- Marina Paperny